# 苯酚品红溶液

品红的结构式

苯酚品红溶液，又被称作石炭酸品红溶液或石炭酸複红溶液，是苯酚和碱性品红的混合物，被用于细菌染色程序。它通常用于分枝杆菌的染色，因为它对细胞膜中的分枝杆菌酸具有亲和力。中国大陆的高中生物学科目会用到改良苯酚品红溶液。
它是齐尔-尼尔森染色（一种差异染色）的组成部分。
苯酚品红溶液会被用作检测抗酸细菌的主要染色染料，因为它比酸性醇更易溶于细胞壁脂质。如果细菌是抗酸的，细菌会保留染料最初的红色，因为它们能够抵抗酸性酒精（0.4-1% 盐酸溶于70%乙醇中）的脱色。 此外，它还可用于细菌孢子的染色。
苯酚品红溶液也用作局部防腐剂和抗真菌剂。